# Кроссосомовые
Кроссосо́мовые (лат. Crossosomatáceae) — семейство двудольных кустарников и деревьев, включающее четыре рода и около десяти видов из Северной Америки.

## Название
Название семейства происходит от названия типового рода — Кроссосома (Crossosoma). Различие в русском и латинском написании названия семейства связано с разной системой словообразования. Русское название образуется от именительного падежа, а латинское — от основы, определяемой по форме родительного падежа: Crossosomatos, отсюда Crossosomataceae и, аналогично, название порядка — Crossosomatales.

## Распространение
Ареал семейства — засушливые области Мексики, запада и юго-запада США.

## Биологическое описание
Все представители семейства — листопадные, сильно ветвящиеся растения: кустарники (высота взрослых экземпляров — от 20 см до трёх метров) или невысокие деревья (высотой до пяти метров).
Листья обычно очередные, цельные, жёсткие, сизые. Прилистники мелкие (длиной менее 1 мм) или отсутствуют.
Цветки одиночные, расположены на концах побегов или в пазухах листьев, 5-членные или 4-членные. Чашелистики черепитчатые, неопадающие. Подобно представителям семейства Розовые (Rosaceae) у цветков кроссосомовых имеется короткая цветочная трубка — гипантий, образованный срастанием оснований чашелистиков. В верхней части трубки находится железистый диск, к которому прикреплены лепестки и тычинки.
Лепестки белые или розовые, черепитчатые, опадающие. Их число у разных родов разное (от 4 до 50).
Гинецей апокарпный (то есть состоит из несросшихся плодолистиков). Плодолистики с короткими столбиками.
Плод — однолистовка или многолистовка.

## Классификация

### Таксономическое положение
В системе классификации APG II семейство относится к порядку Кроссосомоцветные, входящему в группу розиды.
В более ранних системах положение семейства было неоднозначно. По ряду признаков (например, по наличию ариллуса) его помещали в порядок Диллениецветные (Dilleniales) (см., например, в «Жизни растений»), по другим считалось, что оно достаточно близко семейству Розовые (Rosaceae) — и оба семейства включались в порядок Розоцветные (Rosales). Так было, к примеру, в системах классификации Торна (1976) и Кронквиста (1981). А. Л. Тахтаджян в последней версии своей системы (1997) выделяет семейство Кроссосомовые в отдельный порядок Кроссосомоцветные (Crossosomatales), входящий в надпорядок Rosanae.

### Роды
В состав семейства входят четыре рода:
- Апахерия (Apacheria). Монотипный род с юго-запада США — низкорослый колючий кустарник с мелкими супротивными листьями и мелкими 4-членными белыми цветками. Встречается в горах Чирикауа (юго-восток штата Аризона).
- Веласкоа (Velascoa).
- Глоссопеталон (Glossopetalon). Около десяти видов спутанноветвистых кустарников, растущих в трещинах скал и на скалистых склонах в горах на западе и юго-западе США на высоте более 2 км. Листья мелкие, часто колючие. Цветки у одних видов 4-членные, у других — 5-членные. Ранее этот род нередко рассматривался в составе семейства Бересклетовые (Celastraceae).

Синоним: Форзеллезия (Forsellesia).
- Кроссосома (Crossosoma). Ареал этого рода — юго-запад США и северо-запад Мексики. Цветки 5-членные. В род входят 3—4 вида, из которых наиболее известна Кроссосома калифорнийская (Crossosoma californica) с обильными белыми цветками диаметром около 2,5 см.